# Стихийная группа
Стихийная группа — особая разновидность большой социальной группы, характеризующаяся кратковременным объединением большого числа людей по определённому поводу и имеющие совместные действия.
Традиционно в социальной психологии принято выделять три вида стихийных групп: толпа, масса, публика. История социальной психологии частично началась именно с их изучения (Г. Лебон, Г.Тард — психология масс).

## Фактор формирования стихийных групп
В любом обществе идеи существуют не отдельно друг от друга, а совместно, образуя массовое сознание. Массовое сознание выражается в общественном мнении, которое возникает по поводу определённых событий общественной жизни. Оно достаточно переменчиво, так как постоянно дополняется новой информацией, что может менять отношение человека к конкретному событию.

## Специфика форм общения
Общественное мнение дополняется информацией из СМИ, которая может неправильно пониматься. Но также в стихийных группах источником могут служить различные слухи и сплетни, которые не только обогащают общественное мнение, но и является своего рода способом проверки достоверности информации из СМИ. Это в дальнейшем побуждает к действиям.

## Виды стихийных групп

### Толпа
Наиболее изученная разновидность стихийной группы. В её состав могут входить люди с совершенно разными интересами.
Основные характеристики толпы:
- нестабильна;
- сиюминутное образование (ad hoc) вокруг какого-либо события;
- преобладание эмоций над разумом;
- трудно контролировать;
- не имеет точной конечной цели и продуманных действий;
- могут возникать элементы организации, но они неустойчивы.

Может образовываться по поводу самых разных событий, чаще всего связано с какой-либо неожиданностью, которая вызывает сильные эмоции. Поэтому часто происходит так, что люди попадают в данную группу не по своей воле. Время её существования зависит от повода, по которому она образовалась. Толпа может разойтись как только инцидент завершился, из-за которого она образовалась. Или, наоборот, от простого наблюдения может перейти к действиям. Чаще всего это происходит при выражении недовольства насчёт социального явления. Толпа может превратиться в массу, если появится цели, идеи и лидер, который сможет закрепить свою позицию.

### Масса
Признаком массы является объединение людей, которых волнует одна и та же тема и которые достаточно сознательно собираются ради какой-то акции. Примером массы могут служить разные митинги и шествия. Так же, как и толпа, в массе могут сталкиваться разные интересы.
Основные характеристики массы:
- относительно стабильна (есть организация, но разнородная);
- организованное образование с нечёткими границами;
- есть конечная цель, тактика;
- в отличие от толпы необязательно является сиюминутным образованием;
- есть лидер (может быть известны заранее);
- управляема.

Масса, в свою очередь, может стать толпой. Это может произойти из-за возрастания эмоционального напряжения, при котором лидер уже не сможет контролировать группу людей, или из-за того, что изначально провозглашенные цели стали неактуальными.

### Публика
Г. Тард выделил следующее отличие публики от массы: между членами существует лишь психическая связь, так как публика разобщена, следовательно, она труднее побуждается к действию. Публика всегда имеет общую и определенную цель — просмотр, поэтому она контролируемая, соблюдает формы, принятые в данном месте. Примерами публики могут служить зрители на концерте, болельщики вовремя матча. Но, несмотря на организованность и контролируемость публики, она может стать как и массой, так и толпой, достаточно какого-либо инцидента.